# Bataille de Valverde de Mérida
Crise portugaise de 1383-1385
Batailles
La bataille de Valverde de Mérida oppose le Royaume du Portugal au Royaume de Castille en 1385. Il s'agit de la dernière grande bataille de la crise portugaise de 1383-1385 mettant fin à la prétention de la couronne de Castille sur le royaume du Portugal. Elle se solde par la victoire du Portugal et une trêve entre les deux royaumes.
Nuno Álvares Pereira est l'un des grands artisans de cette victoire où, encore en infériorité numérique face aux troupes espagnoles, il réussit à les mettre en déroute.

## Le contexte
Deux mois après la victoire portugaise décisive dans la bataille d'Aljubarrota, le Connétable de Portugal Nuno Álvares Pereira décide de prendre l'offensive et d'envahir la Castille.
L'armée portugaise quitte Estremoz, en passant par Vila Viçosa et Olivenza. Elle entre ensuite dans le territoire castillan, où elle prend Villagarcía de la Torre, qui se trouve sans défense, de là, il poursuit vers la ville de Valverde de Mérida.

## Les troupes
En attendant des renforts, les Castillans marchent vers les troupes portugaises pour les empêcher de traverser le fleuve Guadiana. Les renforts espagnols se composent essentiellement de gardes faisant partie de la milice locale (de la cité) et de troupes évaluées à 20 000 hommes. On compte également la présence de plusieurs nobles, parmi eux Gonzalo Núñez de Guzmán (es) Maître de l'Ordre de Calatrava, Pedro Muñiz de Godoy y Sandoval (es) Maître de l'Ordre de Santiago, ainsi que le Maître de l'Ordre d'Alcántara et le comte de Niebla ; mais aussi le portugais Martim Anes de Barbuda maître de l'Ordre d'Alcántara.
Du côté portugais, le front était commandé par Nuno Álvares Pereira, l'arrière-garde par Álvaro Gonçalves Camelo (pt), les flancs par Martim Afonso de Melo (pt) et Gonçalo Anes de Castelo de Vide (pt).

## La bataille

### La traversée de la rivière
Une partie de l'armée castillane traverse la rivière et se place sur la rive opposée, tandis que le reste de la troupe reste en position de l'autre côté du gué. Le plan espagnol semble avoir été de prendre en tenaille l'armée portugaise au moment même où elle franchirait la rivière à gué.
Mais le Connétable portugais comprend la manœuvre ennemie et organise son armée : il forme sa troupe en carrés, avec les bagages  au centre. Il s'engage alors vers la troupe espagnole qui lui bloque le passage et traverse ses rangs. Les Portugais traversent les rangs espagnols sans trop de difficulté, ceux-ci comptant les combattre lors du passage à gué.
Après avoir atteint la rivière, Nuno Alvares ordonne à son arrière-garde de protéger les bagages (les équipes non combattantes de soutien et de ravitaillement) et de combattre l'ennemi, tandis qu'avec son avant-garde, il traverse la rivière.
Les forces castillanes sur la rive opposée, au nombre d'environ 10 000 hommes, tentent de s'opposer en vain à leur débarquement.
Après avoir placé l'avant-garde portugaise en position de défendre la rive face aux Castillans, Nuno Alvares Pereira traverse à nouveau la rivière pour rejoindre son arrière-garde, qui se trouve sous une pluie de flèches et de pierres lancées par les Castillans.
Emmenant avec lui sa troupe, il parvient à faire traverser la rivière aux bagages et à l'arrière-garde.

### Une situation indécise
La traversée de la rivière coute cher en vies portugaises, mais les Espagnols ne parviennent pas, malgré tous leurs efforts et leur supériorité numérique à s'opposer à leur débarquement.
Les combats deviennent de plus en plus désespérés, et la troupe portugaise a du mal à repousser les Castillans. Le chroniqueur Fernão Lopes racontera que les Espagnols tentaient d'étouffer la petite armée portugaise en l'écrasant sous des charges massives de cavalerie. Après beaucoup d'efforts, les Espagnols se replient sur une hauteur à proximité. À nouveau les troupes portugaises les repoussent.
Nuno Alvares se rend compte que l'arrière-garde se trouve dans une position de grand péril. Il la rejoint, et par le prestige de sa présence et avec sa voix puissante, Nuno Alvares galvanise ses troupes et redresse la situation. Il revient alors à l'avant-garde, qui est engagée dans un combat inégal avec la fine fleur de la cavalerie ennemie. Il parvient à briser l'attaque et avancer, laissant le sol jonché de morts et de blessés.
À nouveau l'arrière-garde se trouve en danger, et encore une fois, Nuno Alvares accourt pour les secourir. Mais malgré les efforts surhumains des troupes portugaises, celles-ci semblent incapables de disperser les flots de l'ennemi qui les encerclent.

### La légende du miracle
C'est à ce moment de la bataille que se situe un épisode épique, proche de la légende, que la tradition nous a relayée : selon le chroniqueur Fernão Lopes (XVe siècle), Nuno Álvares Pereira se serait alors mis à genoux afin de prier alors que ses troupes subissaient de lourdes pertes. Sa foi ardente aurait alors contaminé ses troupes qui sortirent victorieuses.
Edward Mcmurdo, dans son Histoire du Portugal raconte : « Les Portugais perdent soudainement de vue leur courageux chef. En vain ils le cherchent, il n'est nulle part visible, la peur et le désespoir remplissent leurs cœurs. Enfin certains des chevaliers le retrouvent dans une fracture entre deux rochers, à genoux, priant en silence et avec ferveur, les mains levées au ciel. Son écuyer tenant son cheval à quelques pas de son maître à genoux. 
Les chevaliers, qui étaient à sa recherche, tentent de le rappeler, mais avec un geste de la main il leur ordonne d'attendre que sa prière soit terminée. 
Puis se levant, avec le visage rayonnant, il se précipite à la tête de ses hommes, raffermit l'espoir vacillant de ses troupes en criant « En avant ! ». À un contre quatre, encouragés par le cri de leur chef, les troupes portugaises traversent les rangs ennemis. ».

### Le basculement
Nuno Alvares Pereira, voit la bannière du Grand Maître de l'Ordre de Santiago, il se fraye un chemin à travers l'armée castillane jusqu'à lui, et après un bref duel, le Grand Maître tombe mortellement blessé. Avec sa chute et avec le renversement de son étendard, l'armée castillane se démoralise, se retrouve bientôt en désordre puis brisée. Le maître de Alcantara, Martim Annes Barbuda, tente de revenir à la charge avec le reste du corps de cavalerie, mais les autres officiers refusent de se joindre à lui et la charge échoue.
Ne pouvant plus arrêter l'attaque portugaise, l'armée castillane se retrouve rapidement vaincue.

## Épilogue
Les Portugais poursuivent l'armée castillane en déroute jusqu'à la fin de la nuit. Ils rentrent au Portugal le lendemain. Le désastre militaire espagnol de la bataille d'Aljubarrota est maintenant suivi de près par un nouvel échec cuisant à Valverde de Mérida. La plupart des villes portugaises encore occupées par les troupes castillanes se rendent immédiatement au roi Jean Ier du Portugal.

## Les raisons de la victoire portugaise
D'après Edward Mcmurdo, une petite partie de l'armée castillane aurait dû pouvoir battre la faible phalange portugaise. Mais cette surprenante victoire portugaise serait la conséquence de la très récente victoire d'Atoleiros (réalisée avec un rapport de force très favorable aux Espagnols), le grand prestige du Connétable Nuno Alvares, tant dans ses troupes, que parmi les troupes castillanes (qui le redoutaient grandement), la faible qualité des milices locales (de simples paysans armés pour la guerre, peu entrainés et peu motivés). Des dissensions et rivalités entre les officiers castillans ont également affaibli leurs capacités de combat

## Source
- (en) Cet article est partiellement ou en totalité issu de l’article de Wikipédia en anglais intitulé « Battle of Valverde (1385) » (voir la liste des auteurs).